# Quemador (cómic)
Quemador (Steven Hudak) es un personaje que aparece en los cómics publicados por Marvel Comics, se le presenta como un supervillano de Spider-Man.

## Biografía ficticia del personaje
Steven Hudak era un químico investigador que fue injustamente acusado de malversación por su empleador. Jurando venganza, creó un traje blindado que contiene un equipo de lanzallamas y tomando el nombre de "El Quemador" atacó su antiguo lugar de trabajo. Su camino chocó con Spider-Man en uno de sus primeros paseos, y siendo derrotado por el héroe, fue enviado a prisión. Más tarde se reveló que el Quemador no trabajaba solo, sino que era un agente de Norman Osborn (que más tarde se convertiría en el Duende Verde). Hudak finalmente escapó de la prisión para perseguir una carrera de piromaníaco pero fue derrotado por Spider-Man por segunda vez.
Una vez atacó a los compradores de Navidad, sólo para ser detenido por Ben Reilly quien actuaba como Spider-Man en el momento (Ben observando que encontrarse con el Quemador después de tanto lo dejó sintiéndose particularmente viejo). Más tarde, el segundo Capucha Carmesí reclutó al Quemador para unirse a su encarnación de los Amos del Mal.
Cuando la identidad de Matt Murdock como Daredevil fue revelada, él e Iguana II se mudó a enfrentar a Murdock, pero fueron ahuyentados por Daredevil y Spider-Man. El Quemador encontró a Daredevil otra vez en la Guerra Secreta cuando fue obligado por Lucia von Bardas a unirse con otros supervillanos y atacar la sede de S.H.I.E.L.D. que fue defendida por una docena de superhéroes de Nueva York incluyendo Daredevil. Daredevil fue instrumental en la derrota personal del criminal. Poco después, Hudak prometió a su exesposa que iba a renunciar a su vida criminal pronto.
Los Mutados de la Tierra Salvaje trataron de contratar a Quemador para sacar a Sauron de la cárcel, pero se negó. No eran conscientes de que Quemador, tratando de mantenerse en el camino correcto y estrecho después de la Guerra Secreta, notificó que Wolverine sobre este contacto (Debido a que los Vengadores se habían separado recientemente). Sin embargo, después de algún tiempo Quemador volvió a la vida criminal, pero fue derrotado por Hulka.
Durante la Invasión Secreta, Quemador aparece como miembro del sindicato de crimen de Hood y atacó una fuerza Skrull.
Durante el Dark Reign, Quemador, Láser Viviente, Grifo, y Navaja son enviados por el Hood para recuperar a Tigra y Guantelete después de huir de Norman Osborn. Atacan a los héroes, que en definitiva son salvados por Contra Fuerza. Quemador estaba con el Hood durante su guerra de bandas con Señor Negativo.
Quemador es visto como uno de los nuevos reclutas del Campamento H.A.M.M.E.R.. Fue enviado a retomar la prisión basada en la Zona Negativa y detener al equipo criminal Pesos Pesados. Más tarde, él y varios de sus compañeros villanos son considerados fracasos por Norman Osborn y el Instructor de Taladre del grupo, el Supervisor.
Durante la historia de Spider-Island, Quemador (junto a Azar y Conejo Blanco) es visto cuidando un laboratorio abandonado en la Universidad Empire State cuando Peter Parker y Carlie Cooper llegan. Él termina derribado por Peter Parker usando los movimientos que aprendió de Shang-Chi.
Boomerang y Búho contratan a Quemador en los 16 Siniestros, reunidos para distraer a las fuerzas del Camaleón mientras Boomerang le roba.
Durante la historia de Avengers: Standoff!, Quemador era un recluso de Pleasant Hill, una comunidad cerrada establecida por S.H.I.E.L.D.. Lo había transformado en bombero con la ayuda de Kobik.
Durante la historia del Imperio Secreto, Quemador aparece como miembro del Ejército del Mal del Barón Helmut Zemo. Participó en el ataque del Ejército del Mal contra Manhattan para atraer a tantos superhéroes como parte del plan de Hydra para eliminar a la oposición y conquistar los Estados Unidos.

## Poderes y habilidades
Los poderes del Quemador derivan de su equipo lanzallamas, lo que le proporciona la capacidad de producir grandes cantidades de fuego bajo su control. Su traje le proporciona protección contra el calor y las llamas, así como las formas convencionales de lesiones. Más tarde, agregó un jet pack a su armadura, dándole la habilidad de volar y flotar en el lugar.

## En otros medios

### Videojuegos
- Quemador aparece como un mini-jefe en Marvel: Ultimate Alliance 2, con la voz de Keith Ferguson.[16] Él y Mago combaten a los héroes a las puertas del castillo de Lucia von Bardas. En las versiones de PS2, PSP, y Wii, Quemador ataca a los héroes en el portal que conduce fuera de la prisión de la Zona Negativa junto a Electro, Gárgola Gris, y Lagarto. En las versiones para Wii y PSP, él primero es combatido como el primer jefe en Latveria, además de ser el jefe de la misión bonus de Cíclope en la versión de PSP.